# Mohammed Saeed al-Sahhaf
Mohammed Saeed al-Sahhaf (arabisk: محمد سعيد الصحاف) (født 1940 i Hilla) er en tidligere irakisk diplomat og politiker, der blev kendt under invasionen af Irak i 2003, hvor han var landets informationsminister. Hans pressekonferencer under invasionen gav ham øgenavnet Komiske Ali, fordi han stædig fastholdt, at Irak ikke var ved at blive invaderet. Tilnavnet refererede til Kemiske Ali, som Ali Hassan al-Majid blev kaldt.
Al-Sahhaf er uddannet i engelsk og journalistik fra Bagdad Universitet. Han meldte sig ind i Ba'ath-partiet i 1963 og har bl.a. været Iraks ambassadør i Sverige, Storbritannien, Burma og Italien.
Fredag den 28. februar 1986 havde han som ambassadør i Sverige et møde med statsministeren Olof Palme klokken 11.30.
Det var den dag da Palme blev myrdet.
Fra 1992 til 2001 var han Iraks udenrigsminister. Han blev pågrebet af amerikansk militærpoliti 25. juni 2003, men blev senere løsladt, da han ikke tilhørte inderkredsen omkring Saddam Hussein.
I dag bor al-Sahhaf i De Forenede Arabiske Emirater med sin familie.